# Cavazzi della Somaglia
I Cavazzi della Somaglia furono una famiglia della nobiltà milanese.

## Origini e storia
La famiglia Cavazzi fu tra le antiche famiglie patrizie di Milano, venendo iscritta alla matricola nobiliare nel XV secolo. Le sue ascendenze ad ogni modo si fanno risalire a Nicorolo, il quale nel 1371 risultava essere proprietario del vasto possedimento di Somaglia, nella Diocesi di Lodi; questi vendette tutta la proprietà a Barnabò Visconti, signore di Milano, il quale provvedette ad infeudarglielo per sé e per i propri discendenti. L'investitura venne rinnovata nel 1404, ma già il duca Filippo Maria Visconti privò la famiglia di detto feudo dal momento che i suoi rappresentanti erano stati riconosciuti colpevoli di aver cospirato con Gabrino Fondulo nella ribellione contro il ducato di Milano. La famiglia Cavazzi della Somaglia, nella persona di Sanguinolo, riuscì a recuperare il castello della Somaglia solo nel 1449 grazie all'aiuto di Francesco Sforza il quale, divenuto duca di Milano l'anno successivo, provvedette a ricompensare il 3 febbraio 1452 la famiglia Cavazzi col titolo comitale e baronale sulle terre già in loro possesso. Lo stesso Francesco Sforza concesse ai Cavazzi l'impresa dei tre anelli incrociati tra loro, rendendola così una delle famiglie della nobiltà locale più influenti (ne furono insigniti anche e solo i Borromeo - imparentati coi Cavazzi - i Sanseverino ed i Birago).
Dal fratello di Sanguinolo, Bassano, discese la linea che continuò la casata e si legò con matrimoni importanti anche alla nobiltà romana, come nel caso di Margherita che andò in sposa a Michele Damasceni Peretti, I principe di Venafro e nipote di papa Sisto V. Da questa stessa famiglia si originò il ramo collaterale dei Dati della Somaglia che si estinsero nel 1820. Al ramo di Fazio, altro fratello di Sanguinolo, discese tra gli altri Carlo Girolamo (1604-1672), storico ed economista, e da un altro fratello, Petrino, discese il ramo piacentino della famiglia (oggi estinto) al quale appartenne il cardinale Giulio Maria Cavazzi della Somaglia. Sempre da Petrino discese anche Gian Luca Cavazzi della Somaglia, che fu presidente del consiglio comunale di Milano e membro della commissione inviata a Parigi dalla deputazione cittadina nel 1814 dopo la fine del regime napoleonico. Gian Giacomo, del medesimo ramo, fu senatore e presidente della Croce Rossa Italiana nei difficili anni della prima guerra mondiale.

## Albero genealogico della famiglia Cavazzi della Somaglia
Sono riportati i membri titolati della famiglia.
| | |                                                                           |                                                                           |                                      |                                                                                          |                                                                                          |                                                                                 | | |                                                                                            |                                                                                            |                                                                |                                                                          |                                                                                       |                                                                                       |                                                                                |                                                                                              |                                                                                              |                                                                            | | |                                                               |                                                               |                                           |                                           |                                    |                                    |                                    |                                                                                             |                                                                                             |
| | |                                                                           |                                                                           |                                      |                                                                                          |                                                                                          |                                                                                 | | |                                                                                            |                                                                                            |                                                                | Bartolomeo, I conte e barone della Somaglia *? †1470 ?                   |                                                                                       |                                                                                       |                                                                                |                                                                                              |                                                                                              |                                                                            | | |                                                               |                                                               |                                           |                                           |                                    |                                    |                                    |                                                                                             |                                                                                             |
| | |                                                                           |                                                                           |                                      |                                                                                          |                                                                                          |                                                                                 | | |                                                                                            |                                                                                            |                                                                |                                                                          |                                                                                       |                                                                                       |                                                                                |                                                                                              |                                                                                              |                                                                            | | |                                                               |                                                               |                                           |                                           |                                    |                                    |                                    |                                                                                             |                                                                                             |
| | |                                                                           |                                                                           |                                      |                                                                                          |                                                                                          |                                                                                 | | |                                                                                            |                                                                                            |                                                                |                                                                          |                                                                                       |                                                                                       |                                                                                |                                                                                              |                                                                                              |                                                                            | | |                                                               |                                                               |                                           |                                           |                                    |                                    |                                    |                                                                                             |                                                                                             |
| | |                                                                           |                                                                           | Sanguinolo *? †? ?                   | Sanguinolo *? †? ?                                                                       | Bassano, II conte e barone della Somaglia *? †? Corona Cavazzi                           | Bassano, II conte e barone della Somaglia *? †? Corona Cavazzi                  | | |                                                                                            |                                                                                            |                                                                |                                                                          |                                                                                       |                                                                                       |                                                                                |                                                                                              |                                                                                              |                                                                            | | | Petrino *? †p.1470 Anna Antonia Ghilini                       | Petrino *? †p.1470 Anna Antonia Ghilini                       |                                           |                                           |                                    |                                    |                                    |                                                                                             |                                                                                             |
| | |                                                                           |                                                                           |                                      |                                                                                          |                                                                                          |                                                                                 | | |                                                                                            |                                                                                            |                                                                |                                                                          |                                                                                       |                                                                                       |                                                                                |                                                                                              |                                                                                              |                                                                            | | |                                                               |                                                               |                                           |                                           |                                    |                                    |                                    |                                                                                             |                                                                                             |
| | |                                                                           |                                                                           |                                      |                                                                                          |                                                                                          |                                                                                 | | |                                                                                            |                                                                                            |                                                                |                                                                          |                                                                                       |                                                                                       |                                                                                |                                                                                              |                                                                                              |                                                                            | | |                                                               |                                                               |                                           |                                           |                                    |                                    |                                    |                                                                                             |                                                                                             |
| | |                                                                           |                                                                           |                                      | Giovanni Antonio Bernardino, III conte e barone della Somaglia *? †1508 Bianca Landriani | Giovanni Antonio Bernardino, III conte e barone della Somaglia *? †1508 Bianca Landriani | Corona *? †1558 Camillo Borromeo                                                | Corona *? †1558 Camillo Borromeo                                                                        | |                                                                                            |                                                                                            |                                                                |                                                                          |                                                                                       |                                                                                       |                                                                                |                                                                                              |                                                                                              |                                                                            | | | Battista *? †? ?                                              | Battista *? †? ?                                              |                                           |                                           |                                    |                                    |                                    |                                                                                             |                                                                                             |
| | |                                                                           |                                                                           |                                      |                                                                                          |                                                                                          |                                                                                 | | |                                                                                            |                                                                                            |                                                                |                                                                          |                                                                                       |                                                                                       |                                                                                |                                                                                              |                                                                                              |                                                                            | | |                                                               |                                                               |                                           |                                           |                                    |                                    |                                    |                                                                                             |                                                                                             |
| | |                                                                           |                                                                           |                                      |                                                                                          |                                                                                          |                                                                                 | | |                                                                                            |                                                                                            |                                                                |                                                                          |                                                                                       |                                                                                       |                                                                                |                                                                                              |                                                                                              |                                                                            | | |                                                               |                                                               |                                           |                                           |                                    |                                    |                                    |                                                                                             |                                                                                             |
| | | Francesco, IV conte e barone della Somaglia *? †1554 Margherita Trivulzio | Francesco, IV conte e barone della Somaglia *? †1554 Margherita Trivulzio |                                      |                                                                                          |                                                                                          | Pietro Paolo *? †1556 Deidamia Cassina                                          | Pietro Paolo *? †1556 Deidamia Cassina                                                                  | Girolamo *? †? ?                                                                                        | Girolamo *? †? ?                                                                           |                                                                                            |                                                                |                                                                          |                                                                                       |                                                                                       |                                                                                |                                                                                              |                                                                                              |                                                                            | | | Camillo *? †? 1511 Maria Scotti Douglas dei Conti di Vigoleno | Camillo *? †? 1511 Maria Scotti Douglas dei Conti di Vigoleno |                                           |                                           |                                    |                                    |                                    |                                                                                             |                                                                                             |
| | |                                                                           |                                                                           |                                      |                                                                                          |                                                                                          |                                                                                 | | |                                                                                            |                                                                                            |                                                                |                                                                          |                                                                                       |                                                                                       |                                                                                |                                                                                              |                                                                                              |                                                                            | | |                                                               |                                                               |                                           |                                           |                                    |                                    |                                    |                                                                                             |                                                                                             |
| | |                                                                           |                                                                           |                                      |                                                                                          |                                                                                          |                                                                                 | | |                                                                                            |                                                                                            |                                                                |                                                                          |                                                                                       |                                                                                       |                                                                                |                                                                                              |                                                                                              |                                                                            | | |                                                               |                                                               |                                           |                                           |                                    |                                    |                                    |                                                                                             |                                                                                             |
| Alfonso, V conte e barone della Somaglia *? †1589 Mariana Leonor de la Cerda y Bobadilla             | Alfonso, V conte e barone della Somaglia *? †1589 Mariana Leonor de la Cerda y Bobadilla             | Corona *? †? Luigi Sanvitale, conte di Fontanellato                       | Corona *? †? Luigi Sanvitale, conte di Fontanellato                       | Antonia *? †? Cesare Visconti        | Antonia *? †? Cesare Visconti                                                            | Deidamia *? †1617 Ottavio Visconti, conte di Gamalero                                    | Deidamia *? †1617 Ottavio Visconti, conte di Gamalero                           | Giovanni Antonio, VI conte e barone della Somaglia *? †1614 Monica Visconti                             | Giovanni Antonio, VI conte e barone della Somaglia *? †1614 Monica Visconti                             |                                                                                            |                                                                                            |                                                                |                                                                          |                                                                                       |                                                                                       |                                                                                |                                                                                              |                                                                                              |                                                                            | | | Annibale *? †1551 Giulia della Croce                          | Annibale *? †1551 Giulia della Croce                          |                                           |                                           |                                    |                                    |                                    |                                                                                             |                                                                                             |
| | |                                                                           |                                                                           |                                      |                                                                                          |                                                                                          |                                                                                 | | |                                                                                            |                                                                                            |                                                                |                                                                          |                                                                                       |                                                                                       |                                                                                |                                                                                              |                                                                                              |                                                                            | | |                                                               |                                                               |                                           |                                           |                                    |                                    |                                    |                                                                                             |                                                                                             |
| | |                                                                           |                                                                           |                                      |                                                                                          |                                                                                          |                                                                                 | | |                                                                                            |                                                                                            |                                                                |                                                                          |                                                                                       |                                                                                       |                                                                                |                                                                                              |                                                                                              |                                                                            | | |                                                               |                                                               |                                           |                                           |                                    |                                    |                                    |                                                                                             |                                                                                             |
| Margherita *? †1613 Michele Damasceni Peretti, I principe di Venafro estinzione maschile della linea | Margherita *? †1613 Michele Damasceni Peretti, I principe di Venafro estinzione maschile della linea |                                                                           |                                                                           |                                      |                                                                                          |                                                                                          |                                                                                 | Filiberto, VII conte e barone della Somaglia *? †1648 Celestina Trecchi                                 | Filiberto, VII conte e barone della Somaglia *? †1648 Celestina Trecchi                                 |                                                                                            |                                                                                            |                                                                |                                                                          |                                                                                       |                                                                                       |                                                                                |                                                                                              |                                                                                              |                                                                            | | | Camillo *? †1606 Dejanira Carcano                             | Camillo *? †1606 Dejanira Carcano                             |                                           |                                           |                                    |                                    |                                    |                                                                                             |                                                                                             |
| | |                                                                           |                                                                           |                                      |                                                                                          |                                                                                          |                                                                                 | | |                                                                                            |                                                                                            |                                                                |                                                                          |                                                                                       |                                                                                       |                                                                                |                                                                                              |                                                                                              |                                                                            | | |                                                               |                                                               |                                           |                                           |                                    |                                    |                                    |                                                                                             |                                                                                             |
| | |                                                                           |                                                                           |                                      |                                                                                          |                                                                                          |                                                                                 | | |                                                                                            |                                                                                            |                                                                |                                                                          |                                                                                       |                                                                                       |                                                                                |                                                                                              |                                                                                              |                                                                            | | |                                                               |                                                               |                                           |                                           |                                    |                                    |                                    |                                                                                             |                                                                                             |
| | |                                                                           |                                                                           |                                      |                                                                                          | Pietro Paolo *? †? senza eredi                                                           | Pietro Paolo *? †? senza eredi                                                  | Antonio, VIII conte e barone della Somaglia *? †1688 senza eredi                                        | Antonio, VIII conte e barone della Somaglia *? †1688 senza eredi                                        | DATI DELLA SOMAGLIA Paolo *? †1668 Artemisia Maggi                                         | DATI DELLA SOMAGLIA Paolo *? †1668 Artemisia Maggi                                         |                                                                |                                                                          |                                                                                       |                                                                                       |                                                                                |                                                                                              |                                                                                              |                                                                            | | | Orazio *? †? Bianca Barattieri                                | Orazio *? †? Bianca Barattieri                                |                                           |                                           |                                    |                                    |                                    |                                                                                             |                                                                                             |
| | |                                                                           |                                                                           |                                      |                                                                                          |                                                                                          |                                                                                 | | |                                                                                            |                                                                                            |                                                                |                                                                          |                                                                                       |                                                                                       |                                                                                |                                                                                              |                                                                                              |                                                                            | | |                                                               |                                                               |                                           |                                           |                                    |                                    |                                    |                                                                                             |                                                                                             |
| | |                                                                           |                                                                           |                                      |                                                                                          |                                                                                          |                                                                                 | | |                                                                                            |                                                                                            |                                                                |                                                                          |                                                                                       |                                                                                       |                                                                                |                                                                                              |                                                                                              |                                                                            | | |                                                               |                                                               |                                           |                                           |                                    |                                    |                                    |                                                                                             |                                                                                             |
| | |                                                                           |                                                                           |                                      |                                                                                          |                                                                                          |                                                                                 | | | Antonio Maria *? †? Giulia Ugolani                                                         | Antonio Maria *? †? Giulia Ugolani                                                         |                                                                |                                                                          |                                                                                       |                                                                                       |                                                                                |                                                                                              |                                                                                              |                                                                            | Sforza Alberto *? †? ? | Sforza Alberto *? †? ? |                                                               |                                                               | Annibale *? †? ?                          | Annibale *? †? ?                          |                                    |                                    |                                    |                                                                                             |                                                                                             |
| | |                                                                           |                                                                           |                                      |                                                                                          |                                                                                          |                                                                                 | | |                                                                                            |                                                                                            |                                                                |                                                                          |                                                                                       |                                                                                       |                                                                                |                                                                                              |                                                                                              |                                                                            | | |                                                               |                                                               |                                           |                                           |                                    |                                    |                                    |                                                                                             |                                                                                             |
| | |                                                                           |                                                                           |                                      |                                                                                          |                                                                                          |                                                                                 | | |                                                                                            |                                                                                            |                                                                |                                                                          |                                                                                       |                                                                                       |                                                                                |                                                                                              |                                                                                              |                                                                            | | |                                                               |                                                               |                                           |                                           |                                    |                                    |                                    |                                                                                             |                                                                                             |
| | |                                                                           |                                                                           |                                      |                                                                                          |                                                                                          |                                                                                 | | | Antonio, IX conte e barone della Somaglia *1674 †1739 1.Fulvia Visconti 2.Camilla Visconti | Antonio, IX conte e barone della Somaglia *1674 †1739 1.Fulvia Visconti 2.Camilla Visconti |                                                                |                                                                          |                                                                                       |                                                                                       |                                                                                |                                                                                              |                                                                                              | Bernardino *? †? Caterina Trivulzio                                        | Bernardino *? †? Caterina Trivulzio                                                                                        | Vittoria *? †? Nicolas Fernandez de Castro                                                                                 | Vittoria *? †? Nicolas Fernandez de Castro                    |                                                               | Carlo Orazio *? †? ?                      | Carlo Orazio *? †? ?                      |                                    |                                    |                                    |                                                                                             |                                                                                             |
| | |                                                                           |                                                                           |                                      |                                                                                          |                                                                                          |                                                                                 | | |                                                                                            |                                                                                            |                                                                |                                                                          |                                                                                       |                                                                                       |                                                                                |                                                                                              |                                                                                              |                                                                            | | |                                                               |                                                               |                                           |                                           |                                    |                                    |                                    |                                                                                             |                                                                                             |
| | |                                                                           |                                                                           |                                      |                                                                                          |                                                                                          |                                                                                 | | |                                                                                            |                                                                                            |                                                                |                                                                          |                                                                                       |                                                                                       |                                                                                |                                                                                              |                                                                                              |                                                                            | | |                                                               |                                                               |                                           |                                           |                                    |                                    |                                    |                                                                                             |                                                                                             |
| | |                                                                           |                                                                           | 1.Barbara *1708 †1788 Gabriele Verri | 1.Barbara *1708 †1788 Gabriele Verri                                                     | 1.Luigia *? †? Cesare Morasca Petracini                                                  | 1.Luigia *? †? Cesare Morasca Petracini                                         | 2.Antonio Giovanni Battista, X conte e barone della Somaglia *1723 †1790 Antonia Barbiano di Belgioioso | 2.Antonio Giovanni Battista, X conte e barone della Somaglia *1723 †1790 Antonia Barbiano di Belgioioso | 2.Francesca Benedetta *1727 †1789 Pietro Besozzi, conte di Leggiuno                        | 2.Francesca Benedetta *1727 †1789 Pietro Besozzi, conte di Leggiuno                        | 2.Anna Maria *1733 †1817 Giorgio Gaetano Pallavicino Trivulzio | 2.Anna Maria *1733 †1817 Giorgio Gaetano Pallavicino Trivulzio           | 2.Vittoria *? †?                                                                      | 2.Vittoria *? †?                                                                      | 2.Lucrezia *? †? Giuseppe Sabbatini                                            | 2.Lucrezia *? †? Giuseppe Sabbatini                                                          | Giovanni Antonio *? †? Lucia della Porta                                                     | Giovanni Antonio *? †? Lucia della Porta                                   | Francesco Sforza *? †? 1.Bianca Maria Giulia della Porta 2.Francesca Bonfanti                                              | Francesco Sforza *? †? 1.Bianca Maria Giulia della Porta 2.Francesca Bonfanti                                              |                                                               |                                                               | Annibale Maria *? †1729 Bianca Anguissola | Annibale Maria *? †1729 Bianca Anguissola |                                    |                                    |                                    |                                                                                             |                                                                                             |
| | |                                                                           |                                                                           |                                      |                                                                                          |                                                                                          |                                                                                 | | |                                                                                            |                                                                                            |                                                                |                                                                          |                                                                                       |                                                                                       |                                                                                |                                                                                              |                                                                                              |                                                                            | | |                                                               |                                                               |                                           |                                           |                                    |                                    |                                    |                                                                                             |                                                                                             |
| | |                                                                           |                                                                           |                                      |                                                                                          |                                                                                          |                                                                                 | | |                                                                                            |                                                                                            |                                                                |                                                                          |                                                                                       |                                                                                       |                                                                                |                                                                                              |                                                                                              |                                                                            | | |                                                               |                                                               |                                           |                                           |                                    |                                    |                                    |                                                                                             |                                                                                             |
| | |                                                                           |                                                                           |                                      |                                                                                          |                                                                                          | Antonio, XI conte e barone della Somaglia *1748 †1816 Anna Agostini senza eredi | Antonio, XI conte e barone della Somaglia *1748 †1816 Anna Agostini senza eredi                         | Camilla *1752 †1824 Enrico Solaro                                                                       | Camilla *1752 †1824 Enrico Solaro                                                          |                                                                                            |                                                                |                                                                          | Ercole *? †? Anna Maria Banzi                                                         | Ercole *? †? Anna Maria Banzi                                                         | Teodoro *? †? Giulia Maria Seccoborella                                        | Teodoro *? †? Giulia Maria Seccoborella                                                      | Maria Caterina *1706 †1780 Alessandro Paveri Fontana                                         | Maria Caterina *1706 †1780 Alessandro Paveri Fontana                       | Vittoria *1709 †1763 1.Innocenzo Benedetto Bolognini Attendolo, conte di Sant'Angelo Lodigiano 2.Paolo de Rido della Silva | Vittoria *1709 †1763 1.Innocenzo Benedetto Bolognini Attendolo, conte di Sant'Angelo Lodigiano 2.Paolo de Rido della Silva | Marianna *? †? Gerolamo da Rho                                | Marianna *? †? Gerolamo da Rho                                | Carlo Orazio *? †? Marianna Fenaroli      | Carlo Orazio *? †? Marianna Fenaroli      |                                    |                                    |                                    |                                                                                             |                                                                                             |
| | |                                                                           |                                                                           |                                      |                                                                                          |                                                                                          |                                                                                 | | |                                                                                            |                                                                                            |                                                                |                                                                          |                                                                                       |                                                                                       |                                                                                |                                                                                              |                                                                                              |                                                                            | | |                                                               |                                                               |                                           |                                           |                                    |                                    |                                    |                                                                                             |                                                                                             |
| | |                                                                           |                                                                           |                                      |                                                                                          |                                                                                          |                                                                                 | | |                                                                                            |                                                                                            |                                                                |                                                                          |                                                                                       |                                                                                       |                                                                                |                                                                                              |                                                                                              |                                                                            | | |                                                               |                                                               |                                           |                                           |                                    |                                    |                                    |                                                                                             |                                                                                             |
| | |                                                                           |                                                                           |                                      |                                                                                          |                                                                                          |                                                                                 | | |                                                                                            |                                                                                            |                                                                |                                                                          | Gian Luca, XII conte e barone della Somaglia *1762 †1838 Francesca Maddalena Mellerio | Gian Luca, XII conte e barone della Somaglia *1762 †1838 Francesca Maddalena Mellerio |                                                                                |                                                                                              |                                                                                              | Annibale Maria *? †1798 Rossana Landi                                      | Annibale Maria *? †1798 Rossana Landi                                                                                      | Luigi *? †? | Luigi *? †?                                                   | Giovanni Antonio *? †?                                        | Giovanni Antonio *? †?                    | Bianca *1743 †1822 Vincenzo Uggeri        | Bianca *1743 †1822 Vincenzo Uggeri | Giulio Maria *1744 †1830 cardinale | Giulio Maria *1744 †1830 cardinale | Gaetano *1752 †1837 1.Antonella Vittoria Bolognini Attendolo 2.Paolina Meli Lupi di Soragna | Gaetano *1752 †1837 1.Antonella Vittoria Bolognini Attendolo 2.Paolina Meli Lupi di Soragna |
| | |                                                                           |                                                                           |                                      |                                                                                          |                                                                                          |                                                                                 | | |                                                                                            |                                                                                            |                                                                |                                                                          |                                                                                       |                                                                                       |                                                                                |                                                                                              |                                                                                              |                                                                            | | |                                                               |                                                               |                                           |                                           |                                    |                                    |                                    |                                                                                             |                                                                                             |
| | |                                                                           |                                                                           |                                      |                                                                                          |                                                                                          |                                                                                 | | |                                                                                            |                                                                                            |                                                                |                                                                          |                                                                                       |                                                                                       |                                                                                |                                                                                              |                                                                                              |                                                                            | | |                                                               |                                                               |                                           |                                           |                                    |                                    |                                    |                                                                                             |                                                                                             |
| | |                                                                           |                                                                           |                                      |                                                                                          |                                                                                          |                                                                                 | | | Giovanna *1802 †1830 Filippo Patrizi Naro Montoro, marchese di Montoro                     | Giovanna *1802 †1830 Filippo Patrizi Naro Montoro, marchese di Montoro                     | Marianna *1803 †1845 Giulio Padulli                            | Marianna *1803 †1845 Giulio Padulli                                      | Elisabetta *1805 †1829 Paolo Bassi                                                    | Elisabetta *1805 †1829 Paolo Bassi                                                    | Ercole Giovanni, XIII conte e barone della Somaglia *1806 †1857 Angela Cassera | Ercole Giovanni, XIII conte e barone della Somaglia *1806 †1857 Angela Cassera               | Giacomo *1808 †1836 senza eredi                                                              | Giacomo *1808 †1836 senza eredi                                            | | |                                                               |                                                               |                                           |                                           |                                    |                                    |                                    |                                                                                             |                                                                                             |
| | |                                                                           |                                                                           |                                      |                                                                                          |                                                                                          |                                                                                 | | |                                                                                            |                                                                                            |                                                                |                                                                          |                                                                                       |                                                                                       |                                                                                |                                                                                              |                                                                                              |                                                                            | | |                                                               |                                                               |                                           |                                           |                                    |                                    |                                    |                                                                                             |                                                                                             |
| | |                                                                           |                                                                           |                                      |                                                                                          |                                                                                          |                                                                                 | | |                                                                                            |                                                                                            |                                                                |                                                                          |                                                                                       |                                                                                       |                                                                                |                                                                                              |                                                                                              |                                                                            | | |                                                               |                                                               |                                           |                                           |                                    |                                    |                                    |                                                                                             |                                                                                             |
| | |                                                                           |                                                                           |                                      |                                                                                          |                                                                                          |                                                                                 | | |                                                                                            |                                                                                            |                                                                | Maddalena *1835 †1857 Giovanni Patrizi Naro Montoro, marchese di Montoro | Maddalena *1835 †1857 Giovanni Patrizi Naro Montoro, marchese di Montoro              | Giacomo, XIV conte e barone della Somaglia *1837 †1859 senza eredi                    | Giacomo, XIV conte e barone della Somaglia *1837 †1859 senza eredi             | Gian Luca, XV conte e barone della Somaglia *1841 †1896 Guendalina Doria Pamphili Landi      | Gian Luca, XV conte e barone della Somaglia *1841 †1896 Guendalina Doria Pamphili Landi      | Luigia *1848 †1918 Gian Pietro Cicogna Mozzoni                             | Luigia *1848 †1918 Gian Pietro Cicogna Mozzoni                                                                             | |                                                               |                                                               |                                           |                                           |                                    |                                    |                                    |                                                                                             |                                                                                             |
| | |                                                                           |                                                                           |                                      |                                                                                          |                                                                                          |                                                                                 | | |                                                                                            |                                                                                            |                                                                |                                                                          |                                                                                       |                                                                                       |                                                                                |                                                                                              |                                                                                              |                                                                            | | |                                                               |                                                               |                                           |                                           |                                    |                                    |                                    |                                                                                             |                                                                                             |
| | |                                                                           |                                                                           |                                      |                                                                                          |                                                                                          |                                                                                 | | |                                                                                            |                                                                                            |                                                                |                                                                          |                                                                                       |                                                                                       |                                                                                |                                                                                              |                                                                                              |                                                                            | | |                                                               |                                                               |                                           |                                           |                                    |                                    |                                    |                                                                                             |                                                                                             |
| | |                                                                           |                                                                           |                                      |                                                                                          |                                                                                          |                                                                                 | | |                                                                                            |                                                                                            |                                                                |                                                                          |                                                                                       | Gian Giacomo, XVI conte e barone della Somaglia *1869 †1918 Virginia dal Pozzo        | Gian Giacomo, XVI conte e barone della Somaglia *1869 †1918 Virginia dal Pozzo | Maria Angela *1871 †1953 Carlo Castelbarco Albani Visconti Simonetta, principe di Montignano | Maria Angela *1871 †1953 Carlo Castelbarco Albani Visconti Simonetta, principe di Montignano | Maddalena Teresa *1873 †1958 Luigi Alberico Trivulzio, principe di Musocco | Maddalena Teresa *1873 †1958 Luigi Alberico Trivulzio, principe di Musocco                                                 | |                                                               |                                                               |                                           |                                           |                                    |                                    |                                    |                                                                                             |                                                                                             |
| | |                                                                           |                                                                           |                                      |                                                                                          |                                                                                          |                                                                                 | | |                                                                                            |                                                                                            |                                                                |                                                                          |                                                                                       |                                                                                       |                                                                                |                                                                                              |                                                                                              |                                                                            | | |                                                               |                                                               |                                           |                                           |                                    |                                    |                                    |                                                                                             |                                                                                             |
| | |                                                                           |                                                                           |                                      |                                                                                          |                                                                                          |                                                                                 | | |                                                                                            |                                                                                            |                                                                |                                                                          |                                                                                       |                                                                                       |                                                                                |                                                                                              |                                                                                              |                                                                            | | |                                                               |                                                               |                                           |                                           |                                    |                                    |                                    |                                                                                             |                                                                                             |
| | |                                                                           |                                                                           |                                      |                                                                                          |                                                                                          |                                                                                 | | |                                                                                            |                                                                                            |                                                                | Guendalina *1904 †1988 conte Cesare Spalletti Trivelli                   | Guendalina *1904 †1988 conte Cesare Spalletti Trivelli                                | Claudia *1908 †1981 Bernardo Patrizi Naro Montoro, marchese di Montoro                | Claudia *1908 †1981 Bernardo Patrizi Naro Montoro, marchese di Montoro         | Luisa *1911 †1993 Stefano Lodovico Pallavicino, marchese Pallavicino                         | Luisa *1911 †1993 Stefano Lodovico Pallavicino, marchese Pallavicino                         |                                                                            | | |                                                               |                                                               |                                           |                                           |                                    |                                    |                                    |                                                                                             |                                                                                             |

## Conti e baroni della Somaglia (II creazione; 1452)
- Bartolomeo (m. 1470), I conte e barone della Somaglia, figlio di Petrino
- Bassano (m.1473), II conte e barone della Somaglia
- Giovanni Antonio Bernardino (m. c.1508), III conte e barone della Somaglia
- Francesco (m. 1554), IV conte e barone della Somaglia
- Alfonso (m. 1589), V conte e barone della Somaglia
- Giovanni Antonio (m. 1614), VI conte e barone della Somaglia, cugino del precedente
- Filiberto (m. 1648), VII conte e barone della Somaglia
- Antonio (m. 1688), VIII conte e barone della Somaglia
- Antonio Dati della Somaglia (1674-1739), IX conte e barone della Somaglia, cugino del precedente, della casata dei Dati della Somaglia
- Antonio Giovanni Battista (1723-1790), X conte e barone della Somaglia[4]
- Antonio (1748-1816), XI conte e barone della Somaglia[5]
- Gian Luca Cavazzi della Somaglia (1762-1838), XII conte e barone della Somaglia, cugino del precedente, della casata dei Cavazzi della Somaglia[6]
- Ercole Giovanni (1806-1857), XIII conte e barone della Somaglia
- Giacomo (1837-1859), XIV conte e barone della Somaglia
- Gian Luca (1841-1896), XV conte e barone della Somaglia, fratello del precedente
- Gian Giacomo (1869-1918), XVI conte e barone della Somaglia

estinzione in linea maschile della famiglia